# Hrvatska i euro
██ 20 država članica eurozone.
██ 1 članice u tečajnom mehanizmu ERM II bez izuzeća (Bugarska).
██ 1 članica tečajnog mehanizma ERM II s izuzećem (Danska).
██ 5 država izvan tečajnog mehanizma koje su obvezne pristupiti eurozoni čim zadovolje uvjete konvergencije (Češka, Mađarska, Poljska, Rumunjska i Švedska).
██ 4 države koje koriste euro monetarnim ugovorom (Andora, Monako, San Marino, i Vatikan).
██ 2 države koje unilateralno koriste euro (Kosovo i Crna Gora).
Hrvatska je 1. siječnja 2023. godine postala dvadesetom članicom eurozone uvevši euro kao službenu valutu. Dana 22. ožujka 2023. Hrvatska je postala članicom Europskog stabilizacijskog mehanizma (ESM).
I prije uvođenja eura, u Hrvatskoj je monetarnoj politici euro bio glavna referentna valuta. Dugogodišnja politika Hrvatske narodne banke bilo je održavanje relativno stabilnog tečaja s eurom. Prije uvođenja eura, funkciju glavne referentne valute imala je njemačka marka. Prije ulaska u eurozonu Hrvatska je, uz ostale kriterije, morala najmanje dvije godine biti članicom europskog tečajnog mehanizma (ERM-II).
Članstvo Hrvatske u Europskoj uniji obvezivalo ju je na pridruživanje eurozoni čim se za to zadovolje potrebni uvjeti. Na dan ulaska Hrvatske u Europsku uniju 1. srpnja 2013. godine guverner Hrvatske narodne banke Boris Vujčić izjavio je kako se nada pridruživanju eurozoni što je prije moguće. Hrvatska vlada je u prosincu 2020. godine prihvatila akcijski plan uvođenja eura.
I prije uvođenja eura mnoga su mala poduzeća u Hrvatskoj imala zaduživanja izražena u eurima. Hrvatski građani euro su već koristili u mnoge svrhe, uključujući štednju i neslužbene transakcije. Cijene su se često izražavale u eurima pri kupoprodaji nekretnina, vozila i pri iznajmljivanju smještaja. 

## Javno mišljenje
Potpora javnosti uvođenju eura
Godinu dana od uvođenja eura 49 % ispitanika izjavilo je u anketi da je to bila loša ideja, a manje od trećine podržalo ju je. Lažni osjećaj niskih cijena ima 77 % anketiranih. Više od 80 % smatra da su skupoći života u 2023. godini doprinijeli nova valuta, pohlepa trgovaca i zakašnjele mjere obuzdavanja cijena Vlade Andreja Plenkovića.

## Status pristupanja
Pri prvoj ocjeni uvjeta konvergencije iz svibnja 2014. godine Hrvatska je zadovoljila kriterije vezane uz inflaciju i stabilnost cijena, te uz kamatnu stopu, ali ne i uz javne financije, članstvo u europskom tečajnom mehanizmu i usklađenost zakonodavstva. Naknadna izvješća objavljena u lipnju 2016., svibnju 2018. i lipnju 2020. godine došla su do istog zaključka. U izvješću objavljenom u lipnju 2022. zaključeno je da je Hrvatska ispunila sve kriterije za uvođenje eura.
| Uvjet                                                                           | Uvjet             | Status           |
| ------------------------------------------------------------------------------- | ----------------- | ---------------- |
| Godišnja stopa inflacije prema harmoniziranom indeksu potrošačkih cijena (HICP) | < 4,9%            | 4,7 %            |
| Postupak prekomjernog deficita                                                  | nema              | nema             |
| Udio proračunskog deficita u BDP-u                                              | < 3 %             | 2,9 %            |
| Omjer državnog duga i BDP-a                                                     | < 60%             | 79,8 % (izuzeto) |
| Član europskog tečajnog mehanizma ERM II                                        | najmanje 2 godine | da               |
| Promjena kamatne stope                                                          | < ±15 %           | 0,1 %            |
| Dugoročna kamatna stopa                                                         | < 2,6 %           | 0,8 %            |
| Zakonodavna usklađenost                                                         | da                | da               |

## Ciljani datum uvođenja eura
Hrvatska narodna banka očekivala je pridruživanje eurozoni dvije do tri godine nakon ulaska u Europsku uniju. No reakcije Europske unije na financijske krize unutar eurozone odgodile su hrvatsko uvođenje eura. I gospodarsko nazadovanje predstavilo je značajan problem u zadovoljavanju uvjeta konvergencije. Unatoč željenom brzom pridruživanju, guverner Vujčić je mjesec dana prije ulaska u Europsku uniju priznao kako ne postoji zacrtani datum ulaska u eurozonu. U Europskoj središnjoj banci očekivalo se da će Hrvatskoj biti odobren ulazak u tečajni mehanizam najranije u 2016. godini, čime bi se euro uveo 2019. godine.
U travnju 2015. godine predsjednica Kolinda Grabar-Kitarović izjavila je za Bloomberg kako je uvjerena da će Hrvatska uvesti euro do 2020. godine, a premijer Zoran Milanović izjavio je na sjednici vlade kako povremene najave datuma uvođenja eura ne treba uzimati ozbiljno, da će Hrvatska ući u eurozonu kada za to bude spremna, te da su kriteriji jasni. U studenom 2017. godine premijer Andrej Plenković rekao je da se Hrvatska namjerava pridružiti tečajnom mehanizmu ERM II do 2020. godine i uvesti euro do 2025. godine Predsjednik Europske komisije Jean-Claude Juncker, izjavio je u lipnju 2019. godine kako je „Hrvatska spremna pridružiti se tečajnom mehanizmu”.
Pismo namjere o pridruživanju tečajnom mehanizmu koje su potpisali ministar financija Zdravko Marić i guverner narodne banke Boris Vujčić poslano je Europskoj središnjoj banci 5. lipnja 2019. godine, čime je ostvaren prvi službeni korak u pristupanju eurozoni. Hrvatska se uz ostale napore pristupanja tečajnom mehanizmu obvezala pristupiti bankovnoj uniji. Dana 23. studenoga 2019. godine član Europske komisije Valdis Dombrovskis rekao je kako bi se Hrvatska mehanizmu mogla pridružiti do druge polovice 2020. godine.
Hrvatska je tečajnom mehanizmu ERM II pristupila 10. srpnja 2020. godine. Središnji tečaj kune postavljen je na 7,53450 kuna za jedan eura. Zbog uvjeta članstva u mehanizmu od najmanje dvije godine, najraniji mogući datum pristupanja eurozoni bio je 10. srpnja 2022.
U lipnju 2021. godine premijer Plenković izjavio je da je vladina ambicija ulazak u eurozonu 1. siječnja 2023. godine. Dana 21. lipnja 2021. godine izjavio je da će identifikacijske oznake na hrvatskim kovanicama eura biti motivi: hrvatski šahirani grb, karta Hrvatske, kuna, Nikola Tesla i glagoljica.

## Odabir nacionalne strane hrvatskih kovanica eura
Dana 23. lipnja 2021. godine Komisija za novac HNB-a, koju je predložila Komisija za odabir prijedloga likovnog rješenja nacionalne strane Republike Hrvatske na optjecajnome kovanom novcu eura, je građanima ponudila pet likovnih rješenja: šahirani grb, geografsku kartu Hrvatske, kunu, glagoljicu i Dubrovnik.
Od 1. do 15. srpnja 2021. godine provedena je web-anketa gdje su građani mogli ocjenjivati ponuđene opcije kao i predložiti dodatni motiv koji nije bio među pet ponuđenih. Usporedno, provedeno je anketno istraživanje na uzroku od 1.000 građana. U web-anketi je sudjelovalo gotovo 50.000 građana. Najveću ocjenu je dobio šahirani grb, zatim geografska karta Hrvatske, glagoljica, kuna i Dubrovnik, koji je dobio znatno manju ocjenu. Također, izneseno je 10.000 slobodnih prijedloga među kojima je uvjerljivo prednjačio motiv Nikole Tesle kojeg je pojedinačno predložilo 2.599 građana, tj. više od 20% svih prijedloga.
Dana 21. srpnja 2021. godine Komisija za novac HNB-a je utvrdila konačni prijedlog motiva: šahirani grb, geografska karta Hrvatske, glagoljica, kuna i Nikola Tesla. Šahirani grb odabran je kao podloga na svim kovanicama, dok su ostali odabrani motivi raspoređeni ovisno o apoenu. Odlučeno je da će na kovanici od 2 € biti prikazana geografska karta Hrvatske, na kovanici od 1 € motiv kune, na kovanicama od 10, 20 i 50 c Nikola Tesla, a na kovanicama od 1, 2, i 5 c glagoljica.
Dana 2. kolovoza 2021. godine HNB je raspisao otvoreni natječaj za dizajn hrvatske strane euro kovanica, na kojem su mogle sudjelovati sve punoljetne fizičke osobe, a koji su državljani Republike Hrvatske. Natječaj je bio otvoren do 15. rujna 2021. godine.  
- Kovanica od 2 €: geografska karta Hrvatske sa šahiranim grbom u pozadini
- Kovanica od 1 €: životinja kuna sa šahiranim grbom u pozadini
- Kovanice od 10, 20 i 50 c: Nikola Tesla sa šahiranim grbom u pozadini
- Kovanice od 1, 2, i 5 c: glagoljica sa šahiranim grbom u pozadini, uz uvjet da najmanje jedan prijedlog dizajna ovog motiva mora sadržavati ligaturno vezana glagoljaška slova Ⱈ (H) i Ⱃ (R) kao jedinstveni tipografski znak za kombinaciju slova "HR".

Obvezni elementi svih kovanica bili su natpis zemlje izdavatelja „HRVATSKA”, godina izdavanja „2023”, te vanjski krug od 12 zvjezdica. Natječaj je trajao do 5. rujna 2021.
Dana 4. veljače 2022. godine Vlada RH predstavila je dizajn nacionalne strane budućih kovanica eura, odabranih na otvorenom natječaju HNB-a. Za kovanicu od 2 € odabran je dizajn geografske karte Hrvatske dizajnera Ivana Šivka. Za natpis oboda kovanice odabran je stih „O LIJEPA O DRAGA O SLATKA SLOBODO”. Za kovanicu od 1 € odabran je dizajn kune dizajnera Stjepana Pranjkovića. Za kovanice od 10, 20 i 50 c, odabran je dizajn Nikole Tesle dizajnera Ivana Domagoja Račića. Za kovanice od 1, 2 i 5 c odabran je dizajn glagoljice dizajnerice Maje Škripelj. Svakome od prvorangiranih dizajnera dodijeljena je nagrada od 70.000 kn, dok su drugorangirani radovi nagrađeni s 35.000 kn, a trećerangirani s 20.000 kn.
Nakon što su se na društvenim mrežama i u medijima pojavile sumnje da prvonagrađeni dizajn kovanice od 1 € bez dozvole koristi fotografiju kune koja stoji na grani škotskog fotografa Iaina H. Leacha, Stjepan Pranjković je 7. veljače 2022. povukao svoj dizajn za motiv kovanice od 1 €. Radovi istog dizajnera bili su drugorangirani u kategorijama dizajna kovanica od 2 € (karta Hrvatske) i kovanica od 1, 2, i 5 c (glagoljica).
Dana 11. travnja 2022. godine, u ponovljenom dijelu natječaja, HNB je odabrao nacionalnu stranu kovanice od 1 €. Obzirom na kratak rok, ponovljeni dio natječaja zahtijevao je osim idejnog i izvedbeno rješenje. Autor idejnog rješenja je Jagor Šunde, a suautori izvedbenog rješenja su David Čemeljić i Fran Zekan.